# Свердлов Яків Михайлович

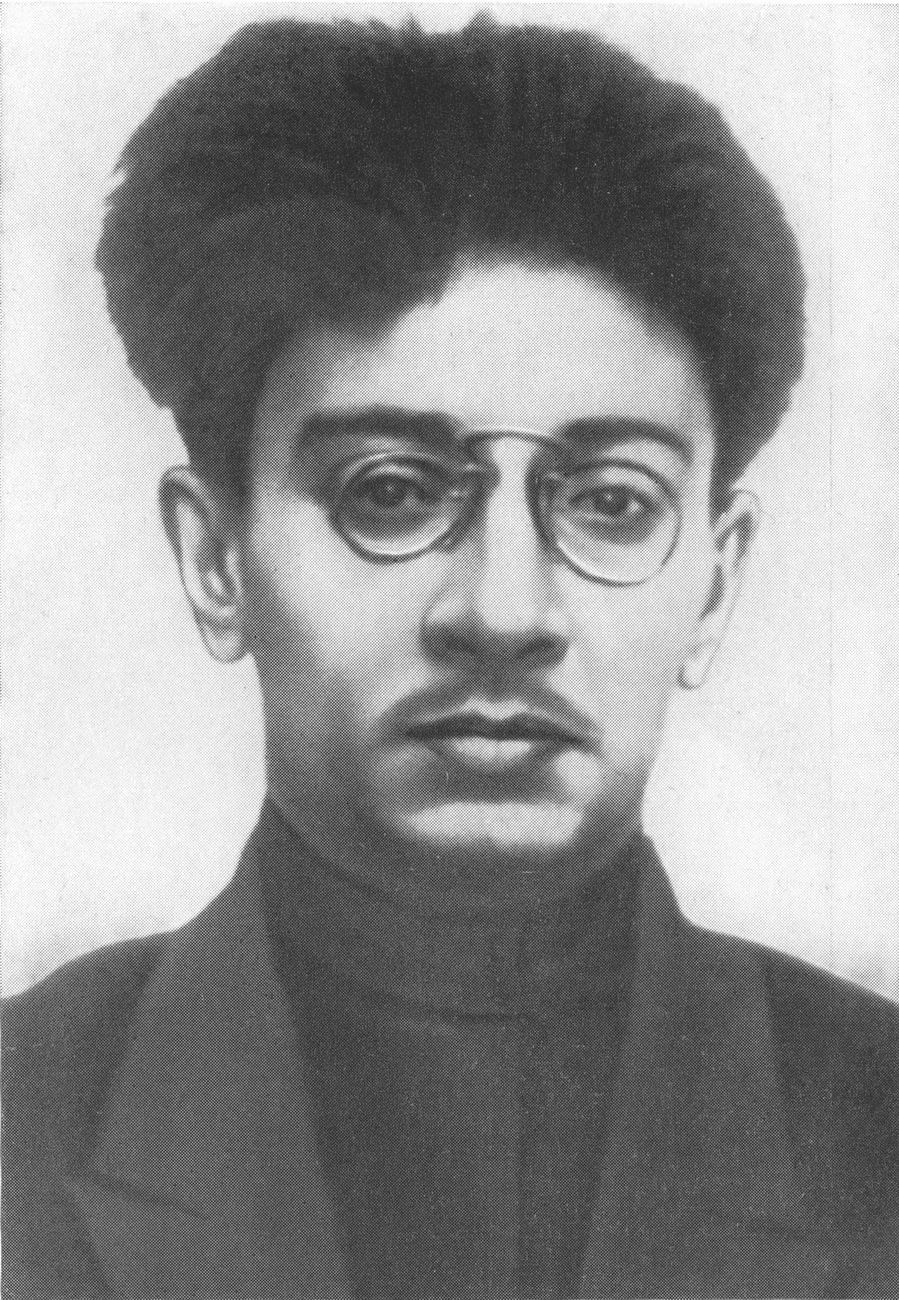
Яків Свердлов

Яків Михайлович Свердлов (ім'я при народженні за різними джерелами: Єшуа-Соломон Мовшевич Свердлов, Яків Аарон Свердлов або Янкель Міраїмович Свердлов; 22 травня (3 червня) 1885, Нижній Новгород, Російська імперія — 16 березня 1919, Москва, РРФСР) — російський радянський політичний і державний діяч, революціонер єврейського походження. Більшовик, член ЦК РСДРП(б), РКП(б). Голова ВЦВК (формальний голова РСФРР) у листопаді 1917 — березні 1919 рр. Партійні псевдоніми: Андрій, Макс, Михайло Пермяков, Смирнов та ін. Був одним з організаторів розгону Установчих Зборів, розкозачування, за висловлюваннями Троцького — розстрілу імператорської сім'ї.

## Родина
Народився в єврейській родині. Згідно з істориком І. Ф. Плотніковим, «за одними відомостями Свердлов від народження звався Єшуа-Соломон Мовшевич, а за іншими — Янкель Міраїмович». Батько Михайло Ізраїлевич Свердлов (помер 1921 року) — гравер; мати — Єлизавета Соломонівна (померла 1900 року) — домогосподарка. Після смерті дружини (1900) Михайло Ізраїлевич Свердлов прийняв православ'я і одружився вдруге з Марією Олександрівною Кормильцевою; в цьому шлюбі народилося ще двоє синів — Герман та Олександр. Старший брат — Пєшков Зіновій Олексійович (1884—1966), до хрещення — Єшуа-Соломон (Золомон) Свердлов, хрещеник Максима Горького, який фактично усиновив його.
Перша дружина — Є. Ф. Шмідт; донька від цього шлюбу — Є. Я. Свердлова (нар. 1905). Друга дружина — Свердлова (дівоче Новгородцева) Клавдія Тимофіївна (1876—1960). Псевдонім — Ольга Новгородцева. Була зберігачем «алмазного фонду Політбюро» (він був захований в її квартирі. «Призначення його було таке, щоб у разі втрати влади забезпечити членам Політбюро засоби для життя і продовження революційної діяльності»).
Андрій Якович Свердлов (1911—1969) — син Свердлова Якова Михайловича і Клавдії Тимофіївни. Двічі — у 1935 і 1937 — заарештовувався органами НКВС за антирадянські висловлювання в колі молоді, що не завадило йому надалі служити в центральному апараті НКДБ і МДБ СРСР. У жовтні 1951 полковник А. Я. Свердлов був заарештований втретє, проте під суд не потрапив через смерть Сталіна. Дочка Свердлова Якова Михайловича і Клавдії Тимофіївни — Віра (нар. 1913). Іда Авербах — племінниця Якова Свердлова. Була одружена з Г. Ягодою. Леопольд Авербах — племінник Якова Свердлова.

### Юність
Закінчив чотири класи гімназії, потім навчався аптекарській справі. Вже з юності був відомим підпільником в Нижньому Новгороді.

### 1901—1917
З 1901 року в лавах РСДРП, після розколу на II з'їзді РСДРП в 1903 році став більшовиком і професійним революціонером, вів агітацію в Костромі, Казані, Єкатеринбурзі, керував Єкатеринбурзьким та Уральським комітетами РСДРП.
У вересні 1905 року направлений на Урал як представник — агент ЦК. Організував актив з досвідчених підпільників. Серед них були М. Н. Батурин (викладач робітничого університету), М. Є. Вілонов (Михайло Заводський), С. А. Черепанов, Марія Авейде, Камаганцев (Кузьма), Ф. Ф. Сиромолотов (начальник бойової дружини), А. Є. Мінкін (Марк) та інші.
У 1905 році організовував революційні виступи в Єкатеринбурзі та навчався практиці бойових справ у дружинників Є. С. Кадомцева, який організував бойові дружини більшовиків на Уралі. Привіз дружинників Кадомцева до Петербургу, де вони організували бойові дружини робітників. У жовтні 1905 року створив та очолив Єкатеринбурзьку Раду робітничих депутатів.
З 1906 року Свердлов перебував у Пермі, де знаходився найбільший на Уралі Мотовилихинський гарматний завод.
Неодноразово заарештовувався і засуджувався до ув'язнення й до заслання; у в'язницях займався самоосвітою.
З 10 червня 1906 до вересня 1909 р. Свердлов сидів у в'язницях Уралу — Пермському виправному арештантському відділенні та Нижньотуринському Миколаївському виправному арештантському відділенні. Були заарештовані також його соратники та дружина. 19 грудня 1909 р. Свердлова знову заарештували в Москві. 31 березня 1910 р. був висланий до Наримського краю Томської губернії на 3 роки.
Не пробувши у засланні й чотирьох місяців, у 1910 р. втік до Петербурга. Поки Йосип Сталін перебував на Краківській нараді, був редактором газети «Правда». Свердлов вів активне листування з Леніним та був кооптований в Російське бюро ЦК РСДРП.

### Заслання до Нарима і Туруханська
5 травня 1911 року засуджений до заслання в Наримський край на 4 роки. З початку 1912 р. з його ініціативи в Наримському засланні була створена глибоко законспірована організація, що займалася влаштуванням втечі більшовиків. Головою «Бюро втеч» призначили Бориса Краєвського. У 1912 р. в Наримі познайомився зі Сталіним, який втік із заслання в серпні. Свердлову також вдалося втекти з Нарима в грудні 1912 року.
У лютому 1913 року був разом зі Сталіним виданий агентом охранки Малиновським та засланий до Туруханську. Заслання на півночі Єнісейської губернії (селище Курейка) вони деякий час відбували в одному будинку. Пізніше Свердлов писав: «… ми дуже добре знаємо один одного. Що найсумніше, в умовах заслання, в'язниці людина перед вами оголюється, проявляється в усіх своїх дрібницях… З товаришем тепер ми на різних квартирах, рідко бачимося». Нерозуміння між Свердловим та Сталіним ґрунтувалося, судячи з усього, не на політичному ґрунті. Ось як описує Сталін (у викладі М. С. Хрущова) деякі деталі їхнього спільного зі Свердловим побуту в Туруханському засланні: «Ми готували собі обід власноруч. Власне, там і робити було нічого, тому що ми не працювали, а жили на кошти, які видавала нам скарбниця: три рублі на місяць. Ще партія нам допомагала. Головним чином ми промишляли тим, що ловили нельму. Особливого хисту для цього не вимагалося. На полювання теж ходили. Я мав собаку, я її назвав „Яшка“ . Звичайно, це було неприємно Свердлову: він Яшка і собака Яшка. Так от, Свердлов, бувало, після обіду миє ложки і тарілки, а я ніколи цього не робив. Співаємо, поставлю тарілки на підлогу, собака все вилиже, і все чисто. А той був охайний».
1 жовтня 1913 року на засіданні ЦК РСДРП обговорювалося питання про організацію втечі із заслання Свердлова і Сталіна, але її не вдалося здійснити.

### При Тимчасовому уряді
Після повернення із заслання в березні 1917 року, після Лютневої революції, Свердлов був направлений ЦК РСДРП(б) в Єкатеринбург організувати роботу Уральської обласної партійної конференції та готувати пролетарське повстання на Уралі — на випадок, якщо не вдасться в Петрограді.
На 7-й (Квітневій) конференції РСДРП (24 квітня 1917 р.) Свердлов вперше особисто зустрівся з Леніним, і почав виконувати для нього різні поточні справи і доручення. Під впливом Леніна Свердлов був обраний членом ЦК і очолив організований тоді Секретаріат ЦК РСДРП.
Ставши головним організатором роботи щодо просування та призначення кадрів на ключові посади, Свердлов налагоджував зв'язки між ними і організацію взаємодії партійних структур. Чимало висунутих ним на високі посади працівників, яких він особисто знав, надалі стали партійними керівниками. Свердлов особисто курував справи у фабричних і заводських комітетах, посилаючи їм досвідчених керівників та інструкторів, те ж робилося для комітетів обласного рівня. Під час масових виступів 3-4 липня 1917 року, організованих більшовиками Блейхманом, Рошалем і Раскольниковим (всупереч застереженням Леніна не піддаватися на провокації), Свердлов був головним промовцем від ЦК більшовиків і отримав від політичних супротивників прізвисько «чорний диявол більшовиків» (за кольором його шкіряної тужурки, з якою він не розлучався, потім це стало більшовицькою модою). Коли більшовики були оголошені контрреволюціонерами та німецькими шпигунами, Свердлов особисто прийшов до Леніна і організував його перехід на підпільне становище, сховавши біля станції Розлив під Сестрорєцьком, а сам залишився в Петрограді організовувати взяття влади більшовиками. Надалі він здійснював зв'язок ЦК з Леніним, всіляко перешкоджав його необдуманим спробам повернутися до легальної діяльності та постачав його загальною інформацією про хід справ у Петрограді. Пізніше Свердлов організував переміщення Леніна ще далі — до Фінляндії, звідки той писав у Закордонне бюро ЦК: «цей лист я пишу особисто від себе, бо ні запитати ЦК, ні навіть зносини з ним не маю можливості …»
Поки Ленін писав свою працю «Держава і революція», яка визначала принципи побудови пролетарської держави, Свердлов розвинув бурхливу діяльність з реалізації його ідей. Підготувавши і провівши 6-й з'їзд РСДРП, він зміцнив свої позиції члена ЦК РСДРП і керівника Секретаріату (Оргбюро) ЦК РСДРП. Перебуваючи в центрі подій, він концентрував у себе інформацію армії агітаторів, посланих на місця, вносив організованість і цілеспрямованість у рух мас.
На історичному засіданні ЦК 10 жовтня 1917, котрий ухвалив рішення про збройне захоплення влади, Свердлов був головою і був призначений членом Військово-Революційного Центру, створеного для керівництва повстанням. На цій посаді зайнявся підбором членів Петроградського Військово-Революційного комітету, колишні члени якого в основному були послані керувати повстанням в провінціях. Для зміцнення ВРК до нього були скеровані І. Флеровський, П. Голощокін, П. Биков, В. Галкін та інші відомі йому більшовики, крім того, Свердлов підібрав і послав у частини Петроградського гарнізону 51-го комісара ВРК.

### Голова Всеросійського ЦВК
8 листопада 1917 року, за пропозицією Леніна, Свердлов як головний кадровик був поставлений головою ВЦВК Рад робітничих і солдатських депутатів. Працюючи на цій посаді, Свердлов здійснив основну роботу зі створення органів радянської влади «в центрі і на місцях».
Л. Троцький у своїй книзі «Портрети революціонерів» стверджував, що «Свердлов намагався надати президії (ЦВК) політичне значення, і на цьому ґрунті у нього виникали навіть тертя з Радою Народних Комісарів, часом і з Політбюро».
Від імені ВЦВК відкрив перше засідання Установчих зборів 5 січня 1918, оголосивши «Декларацію прав трудового і експлуатованого народу», відповідно до якої Росія оголошувалася республікою Рад робітничих, солдатських і селянських депутатів. 13 січня 1918 року Свердлов домігся об'єднання Рад селянських депутатів з Радами робітничих і солдатських депутатів, ставши головою ВЦВК РССД. У лютому і березні 1918 року був членом Бюро Комітету революційної оборони Петрограда.
Велику увагу Свердлов приділяв формуванню пролетарських кадрів управління Росією, організувавши для них школу інструкторів і агітаторів при ВЦВК (Згодом, 1919 року, вона була перетворена в Комуністичний університет імені Я. М. Свердлова, який в свою чергу був перетворений у Вищу партійну школу при ЦК).
Свердлов був головою комісії з розробки Конституції РРФСР. Підготовлена ним Конституція оголосила в Росії «диктатуру пролетаріату в цілях побудови соціалізму в державі у вигляді Республіки Рад на основі вільного союзу вільних націй як федерації Радянських національних республік» (тобто влади Рад на принципах національних автономій).
На засіданні ВЦВК 20 травня 1918 Свердлов вперше проголосив політику громадянської війни на селі. Свердлову приписують авторство директиви Оргбюро ЦК РКП (б) від 24 січня 1919 р., яка передбачає здійснення жорстоких каральних заходів при придушенні козацьких повстань проти Радянської влади на Дону. Під час заколоту лівих есерів влітку 1918 року арешт Свердлова був однією з основних цілей повсталих, у відповідь на що Свердлов та Ленін наказали заарештувати керівництво лівих есерів, яке перебувало у Великому театрі на засіданні V з'їзду Рад.
Після замаху на Леніна 30 серпня 1918 року, Свердлов 2 вересня підписав звернення ВЦВК «про перетворення радянської республіки в єдиний військовий табір», 5 вересня доповнене виданим РНК «Постановою про червоний терор», що оголосила масовий червоний терор проти всіх ворогів Революції.
Поки Ленін лікувався, Свердлов категорично відмовився провести обрання тимчасового виконувача обов'язків голови РНК і сам особисто виконував його функції, працюючи в кабінеті Леніна і підписуючи за нього документи, проводив засідання РНК.
Крім цього Свердлов вів велику інтернаціональну роботу: готував 1-й конгрес Комуністичного Інтернаціоналу, брав участь в організації з'їздів компартій Латвії, Литви, Білорусі та України.

## Смерть
За офіційною версією захворів іспанкою, повертаючись до Москви з Харкова (виїхав з Харкова 6 березня 1919). Повернувся до Москви 8 березня. Про те, що він «важко хворий» було повідомлено 9 березня. Помер 16 березня 1919. 18 березня 1919 був похований біля Кремлівської стіни.
Доктор юридичних наук Аркадій Ваксберг, посилаючись на джерело в РДАСПІ, писав: «Точна причина його смерті невідома. Тоді ж поширилися, мабуть, не позбавлені підстав чутки, що в місті Орлі він був смертельно побитий робітниками з причини свого єврейського походження, але цей факт був нібито прихований, щоб „не ганьбити революцію“ і не розпалювати ще більше антисемітські пристрасті». Про схожі чутки згадував і історик Ю. Г. Фельштинський, при цьому навіть висуваючи гіпотезу, що Свердлов міг бути отруєний за вказівкою Леніна.

## Участь у розгоні Установчих зборів
Мирна демонстрація за підтримку Установчих Зборів, яка відбулася в Петрограді 5 січня 1918 року, виявилася розстріляною Червоною гвардією. Розстріл стався на розі Невського і Ливарного проспектів і в районі Корочної вулиці. Була розсіяна головна колона чисельністю до 60 тис. осіб, проте інші колони демонстрантів досягли Таврійського палацу і були розсіяні тільки після підходу додаткових військ. Розгоном демонстрації керував спеціальний штаб на чолі з В. І. Леніним, Я. М. Свердловим, М. І. Подвойським, М. С. Урицьким, В. Д. Бонч-Бруєвичем. За різними оцінками, число загиблих становило від 7 до 100 чол. Демонстранти в основному складалися з представників інтелігенції, службовців та учнів вузів. У той же час в демонстрації брало участь значна кількість робітників. Демонстрацію супроводжували есерівські дружинники, які не вчинили серйозного опору червоногвардійцям . За свідченням колишнього есера В. К. Дзеруля, «всі демонстранти, зокрема і ПК, йшли без зброї, і від ПК було навіть розпорядження по районах, щоб ніхто не брав із собою зброї» (Цитата: Судебный процесс над социалистами-революционерами (июнь—август 1922). Подготовка. Проведение. Итоги. Сборник документов).

## Участь в організації розстрілу імператорської сім'ї
У 1917, після Лютневої революції, зречення від престолу і домашнього арешту, колишній російський імператор Микола II і його родина за рішенням Тимчасового уряду були вислані до Тобольська, а згодом переведені більшовиками в Єкатеринбург.
На початку липня 1918 уральський військовий комісар Пилип Голощокін виїхав до Москви для вирішення питання про подальшу долю імператорської сім'ї. Розстріл усієї родини не був санкціонований Радою Народних Комісарів, оскільки за однією з версій Москву сповістили про це пізніше. Згідно з цим рішенням Уральська Рада робітничих, селянських і солдатських депутатів на своєму засіданні 12 липня прийняла постанову про страту. 16—17 липня 1918 здійснено розстріл імператорської сім'ї.
Свердлов знаходився в цей час у Москві. Однак Л. Д. Троцький у своїх спогадах прямо вказує на участь Я. М. Свердлова у справі розстрілу імператорської сім'ї. Втім, достовірність тверджень Л. Д. Троцького дослідниками оскаржується.

## Розкозачення
24 січня 1919 Оргбюро ЦК РКП (б), після обговорення 6-го пункту порядку денного — «циркулярного листа ЦК про ставлення до козаків», бере секретну директиву «До всіх відповідальних товаришів, що працюють у козачих районах» з резолюцією: «Прийняти текст циркулярного листа. Запропонувати комісаріату землеробства розробити практичні заходи з переселення бідноти в широкому масштабі на козацькі землі». Ця директива, підписана 29 січня Головою ВЦВК Я. Свердловим, і поклала початок розкозачення. Згідно з дослідженнями істориків, ідеологом і укладачем цієї директиви є І. В. Сталін (історик Г. Магнер), Я. М. Свердлов (думка історика Р. А. Медведєва), або С. І. Сирцов — голова Донбюро (Що стверджує доктор історичних наук Л І Футорянський, що вивчає проблеми козацтва). За іншими даними ця директива була прийнята також і за наполяганням Л. Д. Троцького. У березні 1919 Пленум ЦК РКП (б) переглянув положення директиви, зажадавши диференційованого підходу до різних верств козацтва.

## Цікавий факт
1994 року в колишньому архіві Політбюро було виявлено лист Генріха Ягоди до Сталіна від 27 липня 1935 року, в якому Ягода повідомляв, що на складі коменданта Кремля виявлений особистий сейф Свердлова, який не розкривався всі 16 років, що минули з його смерті. Там виявилися золоті монети імператорського карбування на астрономічну суму (108 525 рублів), понад семисот золотих виробів з дорогоцінними каменями, безліч бланків паспортів і заповнених паспортів на ім'я самого Свердлова і нікому не відомих осіб, облігації імператорського часу та інше.